# Antonio Quintavalle
Antonio Quintavalle (Roma?, ca. 1665 – post 1720) è stato un compositore e organista italiano.
Nacque probabilmente a Roma, dove sono documentati gli esordi della sua attività a partire dal 1688; il 6 febbraio di quell'anno, infatti, il suo nome compare fra i membri della Congregazione dei musici di Roma, sodalizio cui aderivano i musicisti attivi nella città, che l'anno successivo lo incaricò di suonare l'organo in occasione della festa di santa Cecilia e nel dicembre 1690 per le litanie cantate mensilmente nella chiesa di S. Carlo ai Catinari. 

Nel 1688 il suo oratorio Iefte, su libretto di Pietro Giubilei, venne eseguito presso il Seminario Romano. Compose una cantata a tre voci (Marte, Europa, Amore) in due parti, su testo di Carlo Sigismondo Capece, eseguita nel settembre 1689 per un'accademia di scherma del maestro d'armi Francesco Antonio Marcelli. 

Successivamente, il suo oratorio Sacri amoris triumphus in conversione S Augustini Hipponensis Episcopi fu eseguito nella quaresima del 1694 al SS. Crocifisso di S. Marcello.

Dopo di allora, proseguì la sua attività musicale lontano da Roma. Collaborò con Antonio Caldara e Carlo Francesco Pollarolo alla musica del dramma L'oracolo in sogno, su libretto di Francesco Silvani, dato a Mantova nel giugno 1699, componendo il secondo atto. 

Nel 1701 (o 1702) il suo oratorio Iefte venne rieseguito con il titolo Il sacrificio di Iefte a Faenza in casa del marchese Muzio Spada.

Durante il carnevale 1704, la sua favola pastorale Il trionfo d'amore fu rappresentata a Mantova, dove si era stabilito. Nella primavera di quell'anno, infatti, viene menzionato come «primo organista» del duca Ferdinando Carlo Gonzaga nel libretto della favola pastorale Paride sull'Ida overo Gl'amori di Paride con Enone, da lui posta in musica insieme con Caldara e rappresentata a Mantova.

Probabilmente dovette lasciare Mantova in seguito alla deposizione del duca Ferdinando Carlo e alla fine del ducato (1708).

Nel 1713 era a Trento in qualità di maestro di cappella del principe-vescovo Giovanni Michele Spaur e della cattedrale. In quell'anno nel locale teatro Gaudenti venne eseguito il suo dramma per musica La Partenope, su libretto di Silvio Stampiglia. 

Non si hanno notizie sull'anno della sua morte. Secondo Clemente Lunelli, avrebbe lasciato Trento nel 1724 per tornare a Mantova. Tuttavia, è documentata la sua presenza a Roma nel 1720, quando rivolse una supplica al principe Antonio Ottoboni per avere un compenso per delle lezioni di musica date ad alcune "signore venetiane". 

Nessuna delle sue composizioni è giunta fino a noi.

## Opere
- L'oracolo in sogno (atto II; in collaborazione con Antonio Caldara  e Carlo Francesco Pollarolo, libretto Francesco Silvani, prima rappresentazione Mantova, 1699 (dedica del libretto 6 giugno 1699),
- Il trionfo d'amore, prima rappresentazione Mantova, 1704 (dedica del libretto 19 dicembre 1703).
- Paride sull'Ida, ovvero Gli amori di Paride con Enone, favola pastorale, in collaborazione con Antonio Caldara, prima rappresentazione Mantova, 1704.
- Partenope, dramma per musica, libretto Silvio Stampiglia, (Trento, teatro Gaudenti, 1713.

### Oratori
- Jefte, libretto Pietro Giubilei (Roma, Seminario Romano, 1688); rieseguito a Faenza, casa del marchese Muzio Spada, con il titolo Il sacrificio di Jefte (1702).
- Sacri amoris triumphus in conversione S Augustini Hipponensis Episcopi, Roma, Oratorio del Ss. Crocifisso di S. Marcello, 1694.

### Cantate
- Introduttione ag'assalti. Componimento poetico a tre voci – Marte, Europa, Amore («Di sistri e di trombe all'eco guerriera») – di Carlo Sigismondo Capece, testo in Concorso accademico della spada e della penna per i gloriosi sponsali della cattolica monarchia con una accademia di scherma dedicata all'illustrissimo ... d. Luigi della Cerda e d'Aragona ... Fatta nella scuola da Francesco Antonio Marcelli ... (Roma, D.A. Ercole, 1689)